# Nagylúcs
Nagylúcs (szlovákul Veľká Lúč) Lúcs településrésze, egykor önálló falu Szlovákiában a Nagyszombati kerületben a Dunaszerdahelyi járásban.

## Fekvése
Dunaszerdahelytől 7 km-re délnyugatra a Csallóköz közepén fekszik.

## Története
Lúcsot 1248-ban Dénes pozsonyi ispán oklevelében Luche néven említik először. Lakói udvarnokok és királyi szolgálónépek voltak. Később lakói elveszítették kiváltságaikat és 1351-től kilencedet fizettek. 1303-ban Theberluche, 1316-ban Luche Superiori, azaz Felsőlúcs, 1322-ben Luce, 1323-ban azonban Zylas Luche alakban szerepel az írott forrásokban. A 15. században már két faluként Nagy- és Kislúcsként szerepel. A korábbi Theberluche a későbbi Nagylúcsnak, míg Zylas Luche a későbbi Kislúcsnak felel meg. Nemes családjai közül kiemelkedik a Dóczy csalás, mely előnevét a településről vette. Az 1533-as adóösszeírás szerint Lipcsey Gáspárnak 6, Pálffy Péternek 9 portája volt a községben. A 17. században legnagyobb birtokosa az Aranyossy család volt. A század közepén 16 ház állt itt, mely mintegy 100 lakost jelent. Az 1787-es népszámlálás 26 házat és 178 lakost talált a községben. Lakói római katolikus magyarok voltak. 1634-ben a Pázmány Péter rendeletére végzett egyházlátogatás megemlíti a falu templomát, ahol ekkor káplán szolgált. Ez a templom azonban a század végén, vagy legkésőbb a 18. század elején elpusztult. A 19. század első felében legfőbb birtokosa  a Jiringer család volt, a század második felében a Linzboth család birtoka. A század végén Linzboth Mihály kastélyt építtetett ide.
Vályi András szerint "Kis, és Nagy Lucse. Két falu Posony Vármegy. Kis Lucsenek földes Ura G. Pálfy Uraság, amannak pedig több Uraságok, lakosai katolikusok, fekszenek egy máshoz közel, Egyház Gellének szomszédságában, mellynek filiáji, földgyeik közép termékenységűek, rozsot teremnek, réttyek, legelőjök, erdejek nints, el adásra alkalmatos módgyok van."
Fényes Elek szerint "Lucse (Nagy), magyar falu, Poson vármegyében, közel Kis-Lucséhoz: 296 kath., 6 zsidó lak."
Pozsony vármegye monográfiájában "Nagylucs, alsócsallóközi magyar kisközség, 45 házzal és 360 róm. kath. vallású lakossal. E község első nyomára 1302-ben bukkanunk, a mikor Felsőlucse a neve s Bartal és társai itten birtokrészüket Chugud fia, András comesnek elörökítik. Ez időn innen már mai nevével találkozunk, de 1423-ban egy Szilass-Lucsi nevű község is előfordul. Nagylucse a neve újra 1466-ban Mátyás királynak a gellei érseki székhez intézett oklevelében. 1533-ban a már többször említett összeírásban Lipcsey Gáspárnak 6 és Pálffy Péternek 9 portája adózik és ekkor is Nagy-Luche néven. A XVII. században az Aranyossy család is birtokosa. 1737-ben özv. Maholányi Tamásné itteni birtokát Unger Sámuelnek engedi át. Újabbkori birtokosai a Jiringer, a Linzboth és a Bartal családok s ma is Bartal Ferencznek és Linzboth Mihálynak van itt nagyobb birtoka és ez utóbbinak csinos úrilaka, melyet a mult század 50-es éveiben a Jiringer család építtetett. Ezektől vették meg Linzbothék és ők építtették addig földszintes házukra az emeletet. A török időkben a község határában kisebb ütközet volt. A községhez tartozó Várparlag nevű dűlőnév eredete ismeretlen. A községnek nincs temploma. Postája Egyházgelle, távírója és vasúti állomása Patony. Ide tartozik Nádaslak puszta, Fenesár és Nagyói major."
A trianoni békeszerződésig Pozsony vármegye Dunaszerdahelyi járásához tartozott. 1960-ban Kislúccsal egyesítették.

## Népessége
1910-ben Nagylúcsnak 395 túlnyomórészt magyar lakosa volt. 
2001-ben Lúcs 736 lakosából 704 magyar és 28 szlovák volt.

## Nevezetességei
- Kegykápolnája 18. századi eredetű, 1884-ben átépítették, Szent Anna tiszteletére van szentelve, búcsújáróhely.
- A Jiringer család kastélya a 19. század első felében későbarokk stílusban épült. 1884-ben akkori birtokosa Linzboth Mihály átépíttette és jelentős gazdaságot hozott itt létre. Az első világháború után a Jeszenszky családé lett. A második világháború után államosították és lakókat telepítettek bele. Később irodaépületként szolgált. Kisebb park övezi.

## Külső hivatkozások
- Hivatalos oldal
- Községinfó
- Lúcs Szlovákia térképén
- E-obce.sk[halott link]